# Бретль, Валерий Иосифович
Валерий Иосифович Бретль (2 июля 1937 года, Харьков — 26.11.2012, Северодонецк) — советский украинский шашист, шашечный композитор, шахматно-шашечный популяризатор, спортивный журналист, изобретатель. Вице-президент Федерации шашек СССР. Мастер спорта СССР по шашечной композиции. Судья международной категории.

## Биография
Шашками занимался с 1950 года.
С 1963 — в Северодонецке. Работал в ОКБА заведующим отделом, главным конструктором, заместителем директора по производству. Затем работал начальником конструкторского бюро завода сопротивлений, главным конструктором ОКБ «РЕОМ», начальником ОКБ «Эра» и до последнего дня возглавлял службу маркетинга в НПП «Телсис».
25 лет работал тренером-преподавателем Северодонецкого Дворца пионеров. С 1967 года вел еженедельный шахматно-шашечный клуб «Глобус» в газете «Комуністичний шлях» (Северодонецк).
Главный судья ХХ первенства СССР по русским шашкам среди юношей и девушек (1987, Северодонецк).
Являлся председателем одного из первых на Украине детского шахматно-шашечного и компьютерного клуба «Вариант».
Автор 60 научных работ, нескольких изобретений.
С 1963 года жил в Северодонецке.